# Llave Stillson

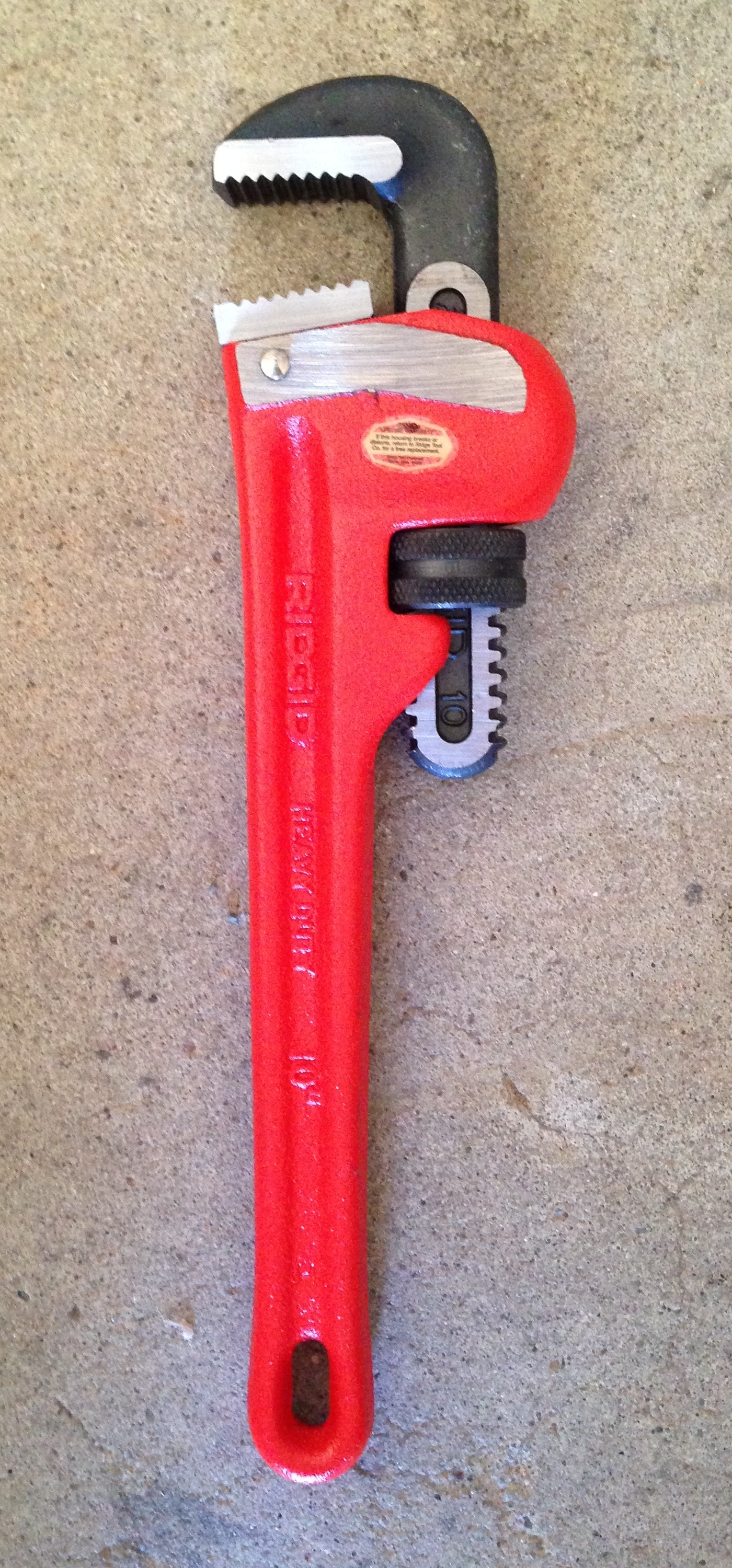
Una llave Stillson

La llave Stillson, llave grifa, llave para tubos o llave de perro es una llave ajustable usada para apretar, aflojar o ajustar piezas. De mecanismo similar a la llave inglesa, se utiliza para ajustar piezas más grandes que con esta última, que requieran la aplicación de un par de apriete considerable. Existe en varios tamaños, como: 8, 10, 12, 14, 18, 24, 34, 36, 48 y otras (expresadas en pulgadas). Fue patentada el 12 de octubre de 1869 por Daniel Chapman Stillson, con el número 95744.

## Funcionamiento

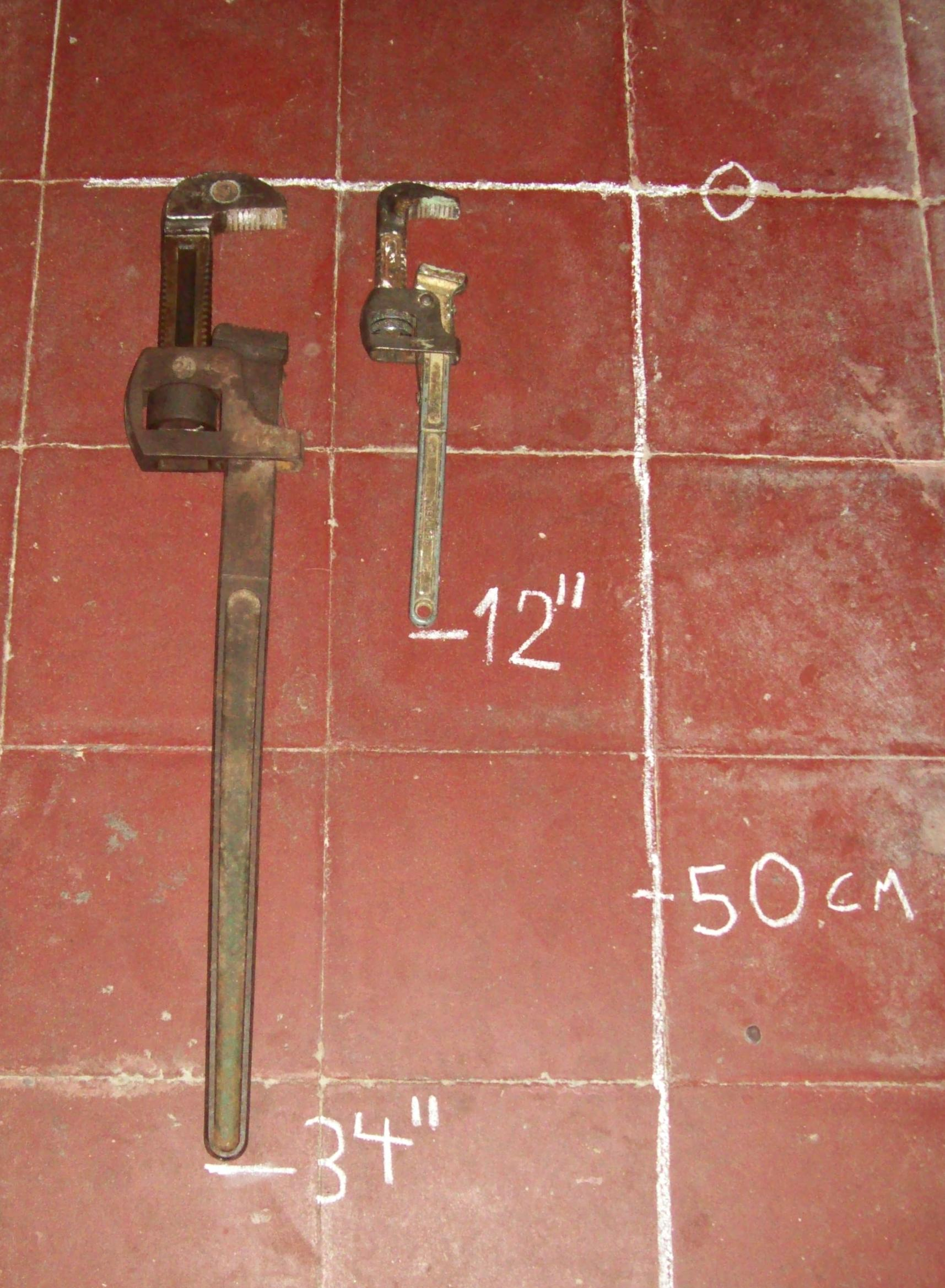
Dos llaves Stillson, de 34 y 12 pulgadas, respectivamente.

Esta llave tiene gran versatilidad de ajuste de las dimensiones de la boca, por medio de un sistema que consta de: el cuerpo de la llave (que es también parte del pie que aprieta el elemento), una cremallera unida con el otro pie de apriete y un anillo roscado por dentro. Al girar el anillo roscado, la cremallera con uno de los soportes de apriete se cierra o abre, dando el diámetro deseado para el ajuste. La mayoría de estas llaves poseen dos muelles (son como suspensiones), los cuales sirven para que al ajustar, la boca se apriete.
Los dientes de la llave tienen la forma de un tornillo de banco, haciéndolo capaz de sujetar firmemente, sin resbalar, piezas tales como cañerías lisas, tuercas y tornillos desgastados, etcétera.
Tiene un uso mayor que el de la llave ajustable, sobre todo en fontanería, puesto que ajusta las tuercas con un mayor par de apriete.

## Historia
En 1870, a Daniel Chapman Stillson se le ocurrió hacer una llave ajustable basándose en las llaves de boca fija y crear una llave universal, y para todos los tamaños. Su invento se lanzó gracias a la firma Walworth y es muy utilizado.

## Nombres
En Ecuador y Paraguay, a esta llave se la denomina «llave francesa». En Chile, Perú y Argentina se la conoce como «llave inglesa», mientras que el término «llave francesa» se usa en estos países para la llave ajustable. En Venezuela se la denomina «llave de tubo».